# 1996年チェコ議会上院選挙
1996年チェコ議会上院選挙は、中欧地域に位置するチェコ共和国の立法府上院として新たに設置された元老院を構成する議員を選出するため行われた選挙で、1996年11月15日～16日と同月22日～23日の2回に分けて投票が行われた。

## 基礎データ
定数：81議席
- 選挙制度：小選挙区制（2回投票制）
  - 第1回投票：絶対多数の得票を得た候補が当選。絶対多数の得票を得た候補が不在の場合、1週間後に決選投票を実施。
  - 第2回投票：第1回投票における上位2候補によって行われ、相対多数の得票を得た候補が当選。
- 選挙区：81選挙区（3分の1を2年毎に改選するが、今回は第1回選挙であるため全選挙区で選挙を実施）
- 議員任期：6年
- 選挙権：18歳以上のチェコ共和国国民
- 被選挙権：40歳以上のチェコ共和国国民

## 選挙結果
- 投票日

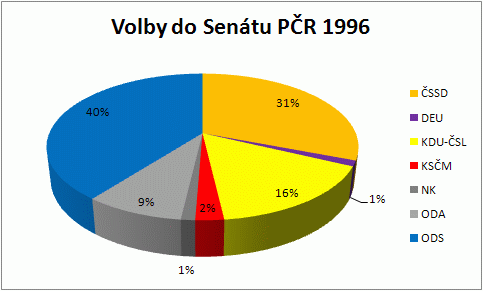
1996年上院選挙結果（円グラフ）

  - 第1回投票：2011年11月15日～16日
  - 第2回投票：2011年11月22日～23日

|                  | 第1回投票 | 第2回投票 |
| ---------------- | --------- | --------- |
| 登録有権者数     | 7,992,740 | 7,594,316 |
| 投票用紙発行枚数 | 2,800,108 | 2,326,464 |
| 投票数           | 2,791,085 | 2,323,441 |
| 投票率           | 35.03%    | 30.63%    |
| 有効投票数       | 2,758,125 | 2,307,259 |
| 有効投票率       | 98.82%    | 99.30%    |
| 党派別                                             | 議席数 |
| -------------------------------------------------- | ------ |
| 市民民主党 ODS                                     | 32(0)  |
| チェコ社会民主党 ČSSD                              | 25(2)  |
| キリスト教民主同盟＝チェコスロバキア人民党 KDU-ČSL | 13(2)  |
| 市民民主同盟 ODS                                   | 7(4)   |
| ボヘミア・モラビア共産党 KSČM                      | 2(0)   |
| 民主同盟 DEU                                       | 1(1)   |
| 独立候補 Nezavisli kandidati                       | 1(1)   |
| 合計                                               | 81(10) |
()内の数字は無所属候補数
|                                                   | 議席数 |
| ------------------------------------------------- | ------ |
| 市民民主党 ODS                                    | 32(29) |
| チェコ社会民主党 ČSSD                             | 25(25) |
| キリスト教民主同盟=チェコスロバキア人民党 KDU-ČSL | 14(14) |
| 市民民主同盟 ODA                                  | 7(10)  |
| 無所属                                            | 3(03)  |
| 合計                                              | 81(81) |
()内の数字は1998年9月23日採択時の議席数